# Hexacentrus yunnaneus
Hexacentrus yunnaneus är en insektsart som beskrevs av Bei-bienko 1962. Hexacentrus yunnaneus ingår i släktet Hexacentrus och familjen vårtbitare. Inga underarter finns listade i Catalogue of Life.